# Мария Шнитер
Мария Антонова Шнитер е българска антроположка медиевист, професор в Пловдивски университет „Паисий Хилендарски“.

## Биография
Родена е на 9 април 1962 г. във Велинград. Неин прадядо е Йосиф Ваацлав Шнитер – архитект, съставил първия градоустройствен план на гр. Пловдив и участник в Руско-турската освободителна война, а синът му – адвокат Йосиф Йосифов Шнитер, е неин дядо. Той е кмет на обединената община Лъджене (дн. Велинград) през 1934 – 1938 г., иницатор на построяването на първия минерален плаж и на превръщането на Велинград в спа курорт.
През 1980 г. завършва магистратура по българска филология и руска филология в Пловдивски университет „Паисий Хилендарски“. Тема на дипломната ѝ работа е: „Наблюдения върху художествените особености на апокрифа „Книга за Енох““.
През 1991 г. защитава дисертация за присъждане на научната и образователна степен „Кандидат на филологическите науки“ на тема: „Взаимопрониквания между фолклор и литература в евхологичната традиция XIV-XVIII век“.
През 2015 г. защитава дисертация за присъждане на научната степен „доктор на науките за културата“ на тема: „Човешкото тяло в контекста на православния ритуал (аспекти на всекидневния живот на българите в предмодерната епоха)“.
Преподава в университета от 1984 г. Доцент е от 1997 г., а професор – от 2016 г. Тя е и пръв декан на сформирания през 2004 г. Философско-исторически факултет към университета.
Научните полета, в които работи, са медиевистиката, антропологията на религиите и всекидневието. Специализира като Хумболтов стипендиант в университети във Фрайбург, Вюрцбург, Берлин и Кьолн, съответно през 1992, 1997, 2003, 2017 г. Между 2000 и 2003 г. преподава българска литература и култура в университета във Виена. Чела е лекции в Русия, Италия, Великобритания, Израел и др. Има голям брой научни публикации в специализирани издания в България и в чужбина.
Езиците, които владее, са руски, немски и английски.

### Книги
- Стара българска литература. №1 от поредицата „Как да разбираме литературната творба“ (1992, 1995), изд.: ПУИ Пловдив ISBN 954-432-027-0
- Фолклорен еротикон. Т. VI. Старобългарски текстове. Изповедни чинове. (1998), изд.: РОД София ISBN 954-476-012-1
- Молитва и магия (2001), Университетско Издателство „Св. Климент Охридски“ София ISBN 954-07-0410-3
- Vom Körper zur Schrift (2007) – с Хорст Венцел и Елизабет Вавра, изд.: Изток-Запад София ISBN 978-954-321-266-8
- (съст. и ред.) Религиозната идентичност – аспекти на модерността. Пловдив, 2013, ISBN 978-619-90155-1-3 (170 стр.)руски, немски, английски
- (съст., ред.) Университетът, документите, хората. Из книжовната, дигиталната и неписаната история на Пловдивския университет „Паисий Хилендарски“. Пловдив, 2016 (222 стр.) ISBN 978-619-7249-09-5
- Пътища през православния ритуал (2017), изд.: Изток-Запад София ISBN 978-619-01-0104-8

### Учебници
- Литература за 9. клас. Изд. Анубис, С., 2000, 287 стр. (в съавторство с Б. Богданов, И. Илиев, С. Черпокова, Д. Николова, Л. Шишкова, Е. Зашев).
- Христоматия за 9. клас. Изд. Анубис, С., 2000, 237 стр. (в съавторство с Б. Богданов, И. Илиев, С. Черпокова, Д. Николова, Л. Шишкова, Е. Зашев).
- Литература за 9. клас (Задължителна подготовка). Изд. Анубис, С., 2001, 256 стр. (в съавторство с Б. Богданов, И. Илиев, С. Черпокова, Д. Николова, Л. Шишкова, Е. Зашев).
- Литература за 9. клас (Профилирана подготовка). Изд. Анубис, С., 2001, 128 стр. (в съавторство с Б. Богданов, И. Илиев, С. Черпокова, Д. Николова, Л. Шишкова, Е. Зашев).
- Литература за 8 клас. Изд. Анубис, С., 2017, 228 стр.(в съавторство с К. Протохристова, С. Черпокова, Е. Петкова).[3]